# Журналист

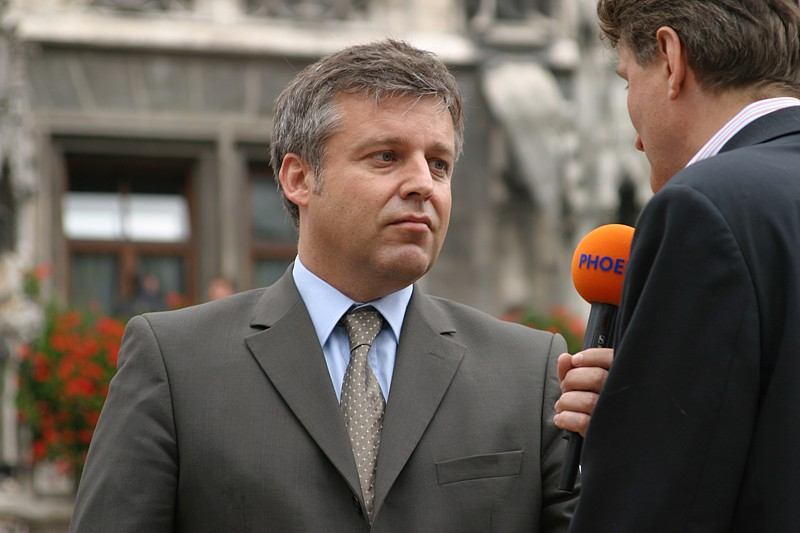
Журналист берёт интервью

Журнали́ст, журнали́стка — литературный работник, который занимается сбором, созданием, редактированием, подготовкой и оформлением информации для редакции средства массовой информации, связанный с ним трудовыми или иными договорными отношениями — или занимается такой деятельностью по собственной инициативе.

## Права и обязанности журналиста в России
Все права журналиста в Российской Федерации определены в законах, регулирующих деятельность прессы, радио и телевидения.

### Права журналиста
- свободное получение, использование, распространение (публикация) и хранение информации;
- посещение государственных органов власти, органов местного и регионального самоуправления, предприятий, учреждений и организаций, право быть принятым их должностными лицами;
- открыто осуществлять записи, в том числе с применением любых технических средств, за исключением случаев, предусмотренных законом;
- свободный доступ к статистическим данным, архивным, библиотечных и музейных фондов; ограничения этого доступа обусловливаются лишь спецификой ценностей и особыми условиями их сохранности, которые определяются действующим законодательством;
- преимущества на получение открытой по режиму доступа информации;
- бесплатное удовлетворение запроса относительно доступа к официальным документам;
- по предъявлении редакционного удостоверения или иного документа, который удостоверяет его принадлежность к печатному средству массовой информации, находиться в районе стихийного бедствия, катастроф, в местах аварий, массовых беспорядков, на митингах и демонстрациях, на территориях, где объявлено чрезвычайное положение;
- обращаться к специалистам при проверке полученных информационных материалов;
- распространять подготовленные им сообщения и материалы за собственной подписью, под псевдонимом или анонимно;
- отказываться от публикации материала за собственной подписью, если его содержание после редакционной правки противоречит личным убеждениям автора;
- на сохранение тайны авторства и источников информации, за исключением случаев, когда эти тайны обнародуются по требованию суда.

### Обязанности журналиста
- подавать для публикации объективную и достоверную информацию;
- проверять полученную информацию в нескольких источниках;
- воздерживаться в материалах от любых пренебрежительных замечаний или намёков, способных унизить человека;
- опровергать проверенными фактами несоответствующее действительности утверждение;
- удовлетворять просьбу лиц, которые предоставляют информацию, относительно их авторства или сохранения тайны авторства;
- отказываться от поручения редактора (главного редактора) или редакции, если оно не может быть выполнено без нарушения законодательства;
- представляться и предъявлять редакционное удостоверение или иной документ, удостоверяющий его принадлежность к печатному средству массовой информации;
- воздерживаться от распространения в коммерческих целях информационных материалов, содержащих рекламные сведения о реквизитах производителя продукции или услуг (его адрес, контактный телефон, банковский счёт), коммерческие признаки товара или услуг и т. п.

## Праздничные и памятные дни
- День российской печати
- День памяти журналистов, погибших при исполнении профессиональных обязанностей[3]